# Aspach-le-Haut
Pour les articles homonymes, voir Aspach.
Aspach-le-Haut [aspax lə o] est une ancienne commune française située dans le département du Haut-Rhin, en région Grand Est. 
Cette commune se trouve dans la région historique et culturelle d'Alsace et est devenue, le 1er janvier 2016, une commune déléguée de la commune nouvelle d'Aspach-Michelbach.
Ses habitants sont appelés les Aspachois du Haut et les Aspachoises du Haut.

## Géographie

### Localisation
Thann est à 4,5 km, Cernay à 5 km, l'entrée de l'autoroute A36 est à 7 km.

### Géologie et relief
La commune est bâtie sur un sol plat, fertile, à proximité du cône de déjection de la Thur mais le long du cours de la Petite Doller qui descend du vallon de Roderen et rejoint la Doller près de Reiningue, en direction du sud-est, alors que la Thur coule ensuite en direction du nord-ouest.

### Sismicité
La commune se trouve en Zone de sismicité 3 (sismicité modérée).

### Voies de communications et transports

#### Voie ferrée
Tourisme et patrimoine ferroviaire
Il existait une voie ferroviaire reliant la vallée de la Thur, et la vallée de la Doller, avec un embranchement à Cernay. Un train touristique traversant dangereusement la 4-voies "RN 66" l'a remplacé. Celui-ci ne traverse plus cette dite road 66 et relie maintenant l'institut Saint André et le village de Sentheim, en passant entre les 2 Aspach, le "Pont d'Aspach" et les villages de Guewenheim et de Sentheim [source insuffisante]
- Ligne de Cernay à Sewen.
- La ligne ferroviaire, reliant Cernay à Guewenheim VIA le Pont d'Aspach séparait Aspach-le-Haut et Aspach-le-Bas et a formé également durant la Première Guerre Mondiale la ligne de front entre les Français et les Allemands [3]

### Hydrographie et les eaux souterraines
- La petite Doller.
- Aspach-le-Haut possède 4 plans d'eau dont un plan d'eau pour la pêche vers Michelbach et un autre plan d'eau pour la planche à voile vers Cernay ;
- Lac avec surf et extraction de gravier ;
- Étang avec association de pêcheurs.

## Toponymie
La commune se nomme Ewer-Àschpi en alsacien.

## Histoire

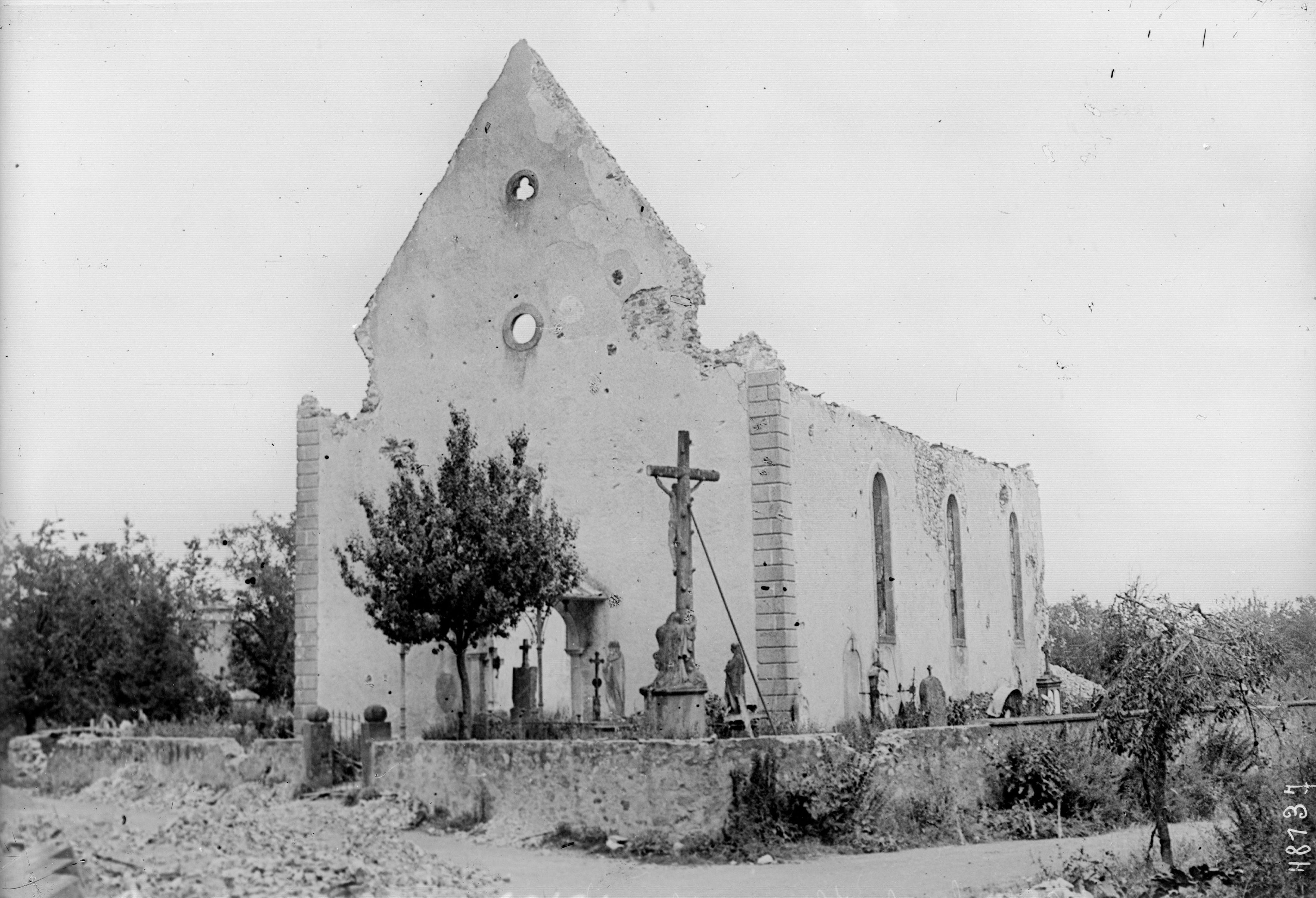
L'église en ruines (1916).

Aspach-le-Haut apparaît pour la première fois dans un relevé des biens de l'abbaye d'Eschau sous le nom d'Aspach Superior. Les biens échoient ensuite à l'abbaye de Murbach, puis au chapitre de Saint-Amarin. Les franciscains de Thann possèdent également des terrains dans le village. Possession des comtes de Ferrette, le bourg passe par alliance aux Habsbourg d'Autriche. Aspach-le-Haut forme alors avec les villages voisins d'Aspach-le-Bas et d'Erbenheim disparu au XVe siècle, une des mairies de la seigneurie de Thann. Le Moyen Âge apporte son lot de désolation : le village subit des assauts en 1376 avec la venue des routiers anglais, puis en 1445 par les Armagnacs et en 1468 par les Suisses. 
La conséquence de toutes ces incursions est l'appauvrissement de ses habitants et la ruine du village. Au cours de la guerre de Trente Ans, le bourg est à nouveau ravagé par le passage des différentes armées qui s'affrontent dans la vallée de Thann. 
Au cours de la Première Guerre mondiale, les troupes françaises réussissent à se maintenir dans le village dont la ligne de front sépare la frontière. Il est séparé de l'autre village Aspach-le-Bas tenu par les Allemands où il existe un chemin de fer. La population est évacuée et le village qui subit un déluge d'obus est réduit en ruines. Pendant la Seconde Guerre mondiale, des combats sévères se déroulent dans les alentours et amènent de nouvelles destructions. Le village sera cependant libéré le 15 janvier 1945.
La commune a été décorée, le 2 novembre 1921, de la croix de guerre 1914-1918.

### Héraldique
| Blason d'Aspach-le-Haut | Les armes d'Aspach-le-Haut se blasonnent ainsi : « De sinople au rencontre de bélier d'or. » |

C'est en mémoire d'une immense ferme seigneuriale de moutons qui existait jadis près du village que sur le blason figure une tête de bélier.

## Lieux et monuments

### Église Saint-Barthélémy

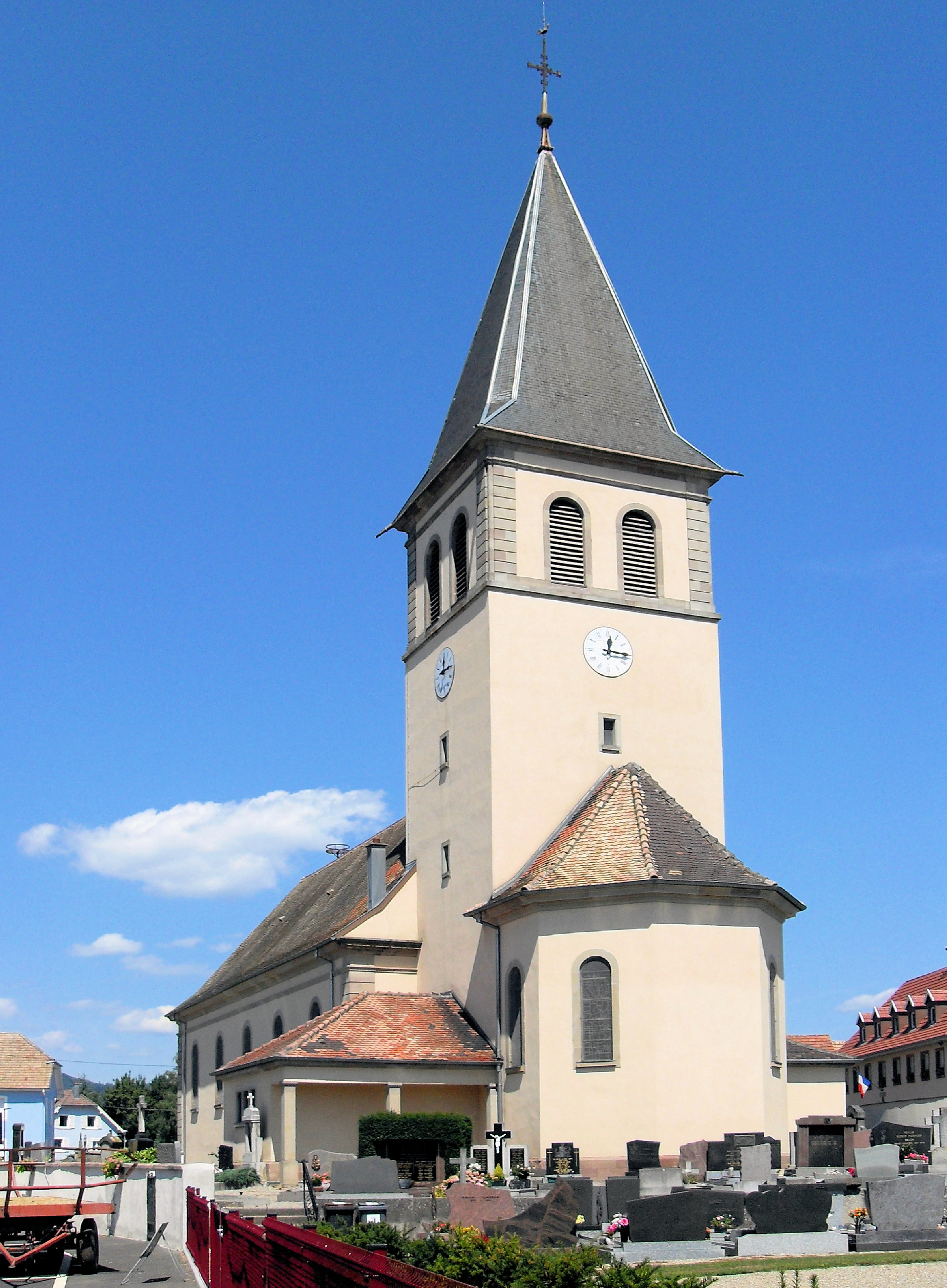
L'église, côté sud-est.

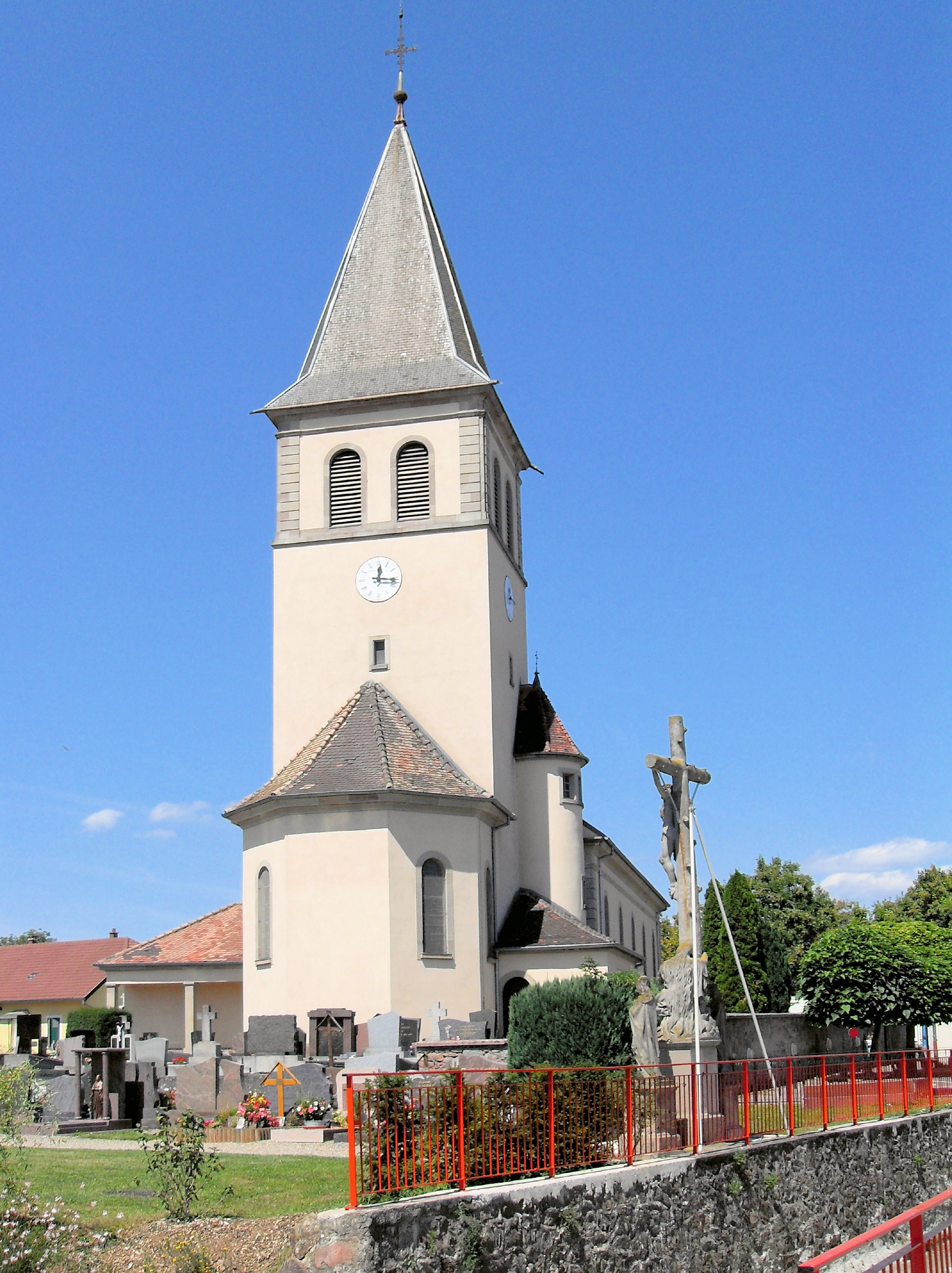
L'église, côté est.

C'est par un document rédigé en 1192 par le pape Célestin III que l'on apprend le transfert de l'église paroissiale Saint-Barthélémy et de sa cour domaniale au chapitre de Saint-Amarin. 
Le village comprend également jusqu'à la Révolution le village aujourd'hui disparu d'Erbenheim dont il n'existe plus de traces et qui faisait partie du chapitre rural du Sundgau placé sous l'autorité de l'évêque de Bâle. 
Après la guerre de Trente Ans, l'église est restaurée. Les travaux vont durer de 1765 à 1776, période au cours de laquelle une nef plus grande est ajoutée. Le clocher est surélevé à partir de 1865. 
Malheureusement tous ces efforts seront vains, l'église étant complètement détruite durant la Première Guerre mondiale, puis rebâtie. Durant les combats pour la libération du village en hiver 1944-1945, l'église perd son clocher.
L'orgue de l'église Saint-Barthélemy a été réalisé par Christian Guerrier en 1980.

### Autres lieux et monuments
- Presbytère[11] ;
- Ferme de 1778[12] ;
- Croix monumentales[13],[14],[15] ;
- Calvaire de 1858[16] ;
- Ancien château fort détruit[17] ;
- Mairie ;
- Monuments aux morts[18] ;
- Grand parc d'activité (zone industrielle)[19] ;
- Grand parc de jeux.

## Personnalités liées à la commune
- Anne Teuf, illustratrice et dessinatrice de bande dessinée, née en 1964.

## Politique et administration
| Période   | Période   | Identité         | Étiquette | Qualité    |
| --------- | --------- | ---------------- | --------- | ---------- |
| mars 1965 | mars 1977 | Albert Nachbauer | SE        |            |
| mars 1977 | mars 2008 | André Nuninger   | SE        |            |
| mars 2008 | En cours  | François Horny   | MoDem     | Industriel |

## Jumelages
- Rochetoirin (Isère).

## Démographie
L'évolution du nombre d'habitants est connue à travers les recensements de la population effectués dans la commune depuis 1793. À partir du 1er janvier 2009, les populations légales des communes sont publiées annuellement dans le cadre d'un recensement qui repose désormais sur une collecte d'information annuelle, concernant successivement tous les territoires communaux au cours d'une période de cinq ans. 
Pour les communes de moins de 10 000 habitants, une enquête de recensement portant sur toute la population est réalisée tous les cinq ans, les populations légales des années intermédiaires étant quant à elles estimées par interpolation ou extrapolation. Pour la commune, le premier recensement exhaustif entrant dans le cadre du nouveau dispositif a été réalisé en 2007,.
En 2013, la commune comptait 1 509 habitants, en évolution de +4,21 % par rapport à 2008 (Haut-Rhin : +1,54 %, France hors Mayotte : +2,49 %).
| 1793 | 1800 | 1806 | 1821 | 1831 | 1836 | 1841 | 1846 | 1851 |
| ---- | ---- | ---- | ---- | ---- | ---- | ---- | ---- | ---- |
| 444  | 463  | 468  | 517  | 520  | 484  | 625  | 627  | 670  |

| 1856 | 1861 | 1866 | 1871 | 1875 | 1880 | 1885 | 1890 | 1895 |
| ---- | ---- | ---- | ---- | ---- | ---- | ---- | ---- | ---- |
| 694  | 710  | 716  | 687  | 725  | 693  | 715  | 686  | 652  |

| 1900 | 1905 | 1910 | 1921 | 1926 | 1931 | 1936 | 1946 | 1954 |
| ---- | ---- | ---- | ---- | ---- | ---- | ---- | ---- | ---- |
| 655  | 622  | 656  | 504  | 607  | 609  | 612  | 561  | 540  |

| 1962 | 1968 | 1975 | 1982 | 1990 | 1999  | 2007  | 2011  | 2013  |
| ---- | ---- | ---- | ---- | ---- | ----- | ----- | ----- | ----- |
| 513  | 562  | 561  | 592  | 871  | 1 123 | 1 420 | 1 471 | 1 509 |

Aspach-le-Haut a été classé le plus jeune village de l'Alsace[réf. nécessaire].

## Économie
Le village était essentiellement rural originellement. Jusque vers 1975, l'agriculture était la principale ressource de la commune. À partir de cette époque, le village est devenu plus résidentiel avec l'installation d'une population originaire de l'extérieur dont les actifs occupent des emplois tertiaires dans l'agglomération de Thann-Cernay voire de Mulhouse.
Les nouveaux lotissements se sont développés vers le nord et vers le sud.
Bien placé pour les conditions actuelles nécessaires au développement économique (situation, espace, desserte), le village est l'un des plus dynamiques du Pays de Thann.

### Entreprises et commerces
- 15 entreprises dans l'industrie et les travaux publics (2007) ;
- 22 artisans, commerçants et professions libérales (2007) ;
- 11 entreprises dans le domaine agricole (2007).

### Tourisme
Un nouveau parc d'activités s'est installé à la périphérie de la commune aux portes de Thann. À terme, il pourrait accueillir une cinquantaine d'entreprises et 1 500 emplois.
Un Train Thur Doller Alsace, chemin de fer touristique dans la vallée de la Doller de Cernay-Saint André à Sentheim.

## Enseignement
- 2 écoles avec 4 classes ;
- 1 Cantine (L'Arbre Vert) ;

## Services et autres
- 1 foyer (Foyer Alex) ;
- 1 déchetterie ;
- 13 associations ;
- 1 caserne de pompiers[24] du Sivu ;
- 1 crèche ;